# Zamek w Kamionce Bużańskiej
Zamek w Kamionce Bużańskiej – drewniany zamek zbudowany został w 1449 r. nad brzegami rzek: Kamionki i Bugu. Tym samym wykorzystano naturalne warunki obronne jakie stworzyła przyroda.

## Położenie, opis
Według lustracji z 1662 r. zamek leży pod samym miastem, wodą opasany w koło i parkiem obwiedziony, pośrodku budynek, baszta od miasta, gdzie pisarz zamkowy mieszka, a obok druga baszta, przez nią wjazd. Cała warownia broniona była 15 m ostrokołem. Lustracja z 1766 r. tak opisuje zamek, który znajduje się niżej folwarku pod miastem nad rzeką Kamionką; ten od lat kilkunastu rozebrany i zniesiony.

## Historia
W swojej historii Kamionka była miastem królewskim i siedzibą starostów, którzy wystawili tu zamek. Podczas najazdu Tatarów w 1509 r. zamek oparł się najeźdźcy i nie został zdobyty. Kolejny ich najazd w 1627 r. zakończył się jednak zdobyciem przez wojska tatarskie zamku, który został znacznie zniszczony, a później rozebrany. Zamek spalili Kozacy w 1649 roku.